# EpiDoc

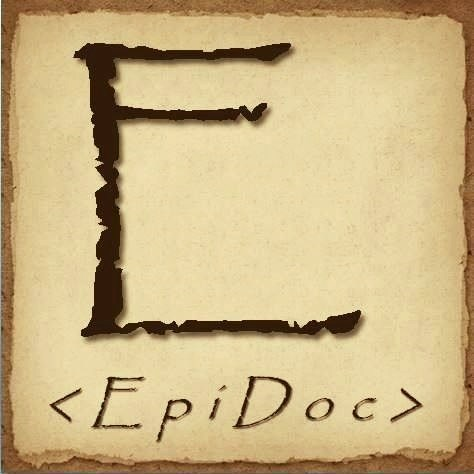
EpiDoc-Logo

EpiDoc ist eine internationale Gemeinschaft, die Richtlinien und Tools für strukturiertes Markup von wissenschaftlichen Editionen antiker Dokumente, insbesondere von Inschriften und Papyri, in TEI-XML erarbeitet.
Die EpiDoc Richtlinien („Guidelines“) wurden ursprünglich im Jahr 2000 von Wissenschaftlern der University of North Carolina at Chapel Hill als Empfehlung für die griechische und lateinische Epigraphik vorgeschlagen: diese waren Tom Elliott, der ehemalige Direktor des Ancient World Mapping Centers, zusammen mit Hugh Cayless und Amy Hawkins. Die Richtlinien wurden durch umfangreiche Diskussionen im Rahmen der Mailingliste der Gemeinschaft (Markup) und anderen Diskussionsforen, auf mehreren Konferenzen und durch die Erfahrungen zahlreicher Pilotprojekte beträchtlich ausgereift.
Die ersten größeren epigraphischen Projekte, die die EpiDoc-Richtlinien übernahmen, waren die Inschriften von Aphrodisias und Vindolanda Tablets Online in den Jahren 2002 bis 2004. Zu dieser Zeit erreichten die Richtlinien erstmals einen Grad von Stabilität. Seitdem wurde EpiDoc als gängiges Format für die griechische Papyrologie-Website Papyri.info übernommen.
Das EpiDoc-Schema und die Richtlinien können ebenso, möglicherweise mit örtlichen Anpassungen, auf verwandte paläographische Bereiche wie etwa Siegelkunde und Numismatik angewendet werden.
Die EpiDoc-Gemeinschaft pflegt die Richtlinien und andere Tools, bietet Unterstützung über die Mailingliste und andere Foren an und führt mehrere Schulungsveranstaltungen pro Jahr durch.

## Richtlinien
Die EpiDoc Richtlinien („Guidelines“) sind in zwei Versionen verfügbar:
1. die stabilen Richtlinien, die regelmäßig herausgegeben werden.[5][6]
2. der Quellcode, der in der jeweils neuesten Version im Archiv von SourceForge verfügbar.[7] Die Ursprungsdateien der Richtlinien bestehen aus einer Reihe von XML-Dokumenten.

## Tools
Die von und für EpiDoc entwickelten Tools umfassen:
- Die EpiDoc Reference Stylesheets (XSLT), verfügbar im EpiDoc-Github-Repository. Diese Stylesheets werden auch für die Bereitstellung der Online Guidelines verwendet.[8]
- EFES (EpiDoc Front-End Services): ein Softwarepaket für die Veröffentlichung von in EpiDoc kodierten Corpora und Sammlungen.[9]
- Transcoder: ein Java Tool zur sofortigen Umwandlung zwischen Beta Code, Unicode NF C, Unicode NF D, und GreekKeys-Kodierung für griechische Schrift (der Download-Link wird noch bereitgestellt).

## Projekte
- Ancient Inscriptions of the Northern Black Sea, King’s College London
- Concordia, King’s College London und New York University
- Inscriptions of Aphrodisias, King’s College London, Großbritannien
- Inscriptions of Roman Cyrenaica, King’s College London, Großbritannien
- Zusammenführung digitaler Papyrologie („Integrating Digital Papyrology“) (Duke University, Columbia University, Universität Heidelberg, King’s College London, University of Kentucky), jetzt unter http://papyri.info/
- US Epigraphy Project, Brown University, Aufsicht RI, USA
- Vindolanda Tablets Online, Oxford University, Großbritannien
- Etruscan Texts Project, University of Massachusetts Amherst, Amherst MA, USA

Eine vollständige Liste der aktuellen und vergangenen Projekte befindet sich unter:
- wiki.digitalclassicist.org

## Bibliographie
- Fernando-Luis Álvarez, Elena García-Barriocanal, Joaquín-L. Gómez-Pantoja: Sharing Epigraphic Information as Linked Data. In: Athanasiadis Sanchez-Alonso (Hrsg.): Metadata and semantic research. Springer, 2010, S. 222–234. doi:10.1007/978-3-642-16552-8_21
- Lisa Anderson, Heidi Wendt: Ancient Relationships, Modern Intellectual Horizons: The practical challenges and possibilities of encoding Greek and Latin inscriptions. In: M. T. Rutz, M. M. Kersel: Archaeologies of Text: Archaeology, Technology, and Ethics. (= Joukowsky Institute Publication. Band 6). Oxbow Books, 2014, S. 164–175.
- Alison Babeu: Epigraphy. In: “Rome Wasn’t Digitized in a Day”: Building a Cyberinfrastructure for Digital Classicists Draft Version 1.3—11/18/10. CLIR, 2010, S. 73–89. (clir.org)
- Roger S. Bagnall: Integrating Digital Papyrology. (archive.nyu.edu, Zugriff am 6. Januar 2011)
- Monica Berti: The Linked Fragment: TEI and the Encoding of Text Reuses of Lost Authors. In: Journal of the TEI_ 8 (2014–15). 2015. doi:10.4000/jtei.1218
- Gabriel Bodard: The Inscriptions of Aphrodisias as electronic publication: A user's perspective and a proposed paradigm. In: Digital Medievalist. 4, 2008, doi:10.16995/dm.19
- Gabriel Bodard: EpiDoc: Epigraphic Documents in XML for Publication and Interchange. In: F. Feraudi-Gruénais (Hrsg.): Latin On Stone: epigraphic research and electronic archives. Lexington Books, 2010, S. 101–118.
- Gabriel Bodard: Digital Epigraphy and Lexicographical and Onomastic Markup. The Stoa Consortium (Memento vom 15. April 2013 im Webarchiv archive.today) (Zugriff am 6. Januar 2011)
- G. Bodard, S. Stoyanova: Epigraphers and Encoders: Strategies for Teaching and Learning Digital Epigraphy. In: G. Bodard, M. Romanello (Hrsg.): Digital Classics Outside the Echo-Chamber: Teaching, Knowledge Exchange & Public Engagement. Ubiquity Press, London 2016, S. 51–68, doi:10.5334/bat.d.
- Gabriel Bodard, Polina Yordanova: Publication, Testing and Visualization with EFES: A tool for all stages of the EpiDoc editing process. In: Studia Digitalia Universitatis Babeș-Bolyai. Band 65, Nr. 1, 2020, S. 17–35, doi:10.24193/subbdigitalia.2020.1.02.
- Hugh Cayless, Charlotte Roueché, Tom Elliott, Gabriel Bodard: Epigraphy in 2017. In: Digital Humanities Quarterly. Band 3, Nr. 1, 2009. (digitalhumanities.org, Zugriff am 6. Januar 2011)
- Annamaria De Santis, Irene Rossi: Crossing Experiences in Digital Epigraphy: From Practice to Discipline. De Gruyter, 2018. doi:10.1515/9783110607208
- S. Dee, M. Foradi, F. Šarić: Learning By Doing: Learning to Implement the TEI Guidelines Through Digital Classics Publication. In: G. Bodard, M. Romanello (Hrsg.): Digital Classics Outside the Echo-Chamber: Teaching, Knowledge Exchange & Public Engagement. Ubiquity Press, London 2016, S. 15–32. doi:10.5334/bat.b
- Julia Flanders, Charlotte Roueché: Introduction for Epigraphers. (stoa.org)
- Pietro Maria Liuzzo: Comparing Inscriptions. In: Digital Approaches to Ethiopian and Eritrean Studies. (= Aethiopica Supplement. Band 8). Harrassowitz Verlag, 2019, S. 47–74. doi:10.2307/j.ctvrnfr3q.
- Laura Löser: Meeting the Needs of Today’s Audiences of Epigraphy with Digital Editions. In: S. Orlandi, R. Santucci et al. (Hrsg.): Information Technologies for Epigraphy and Cultural Heritage. Proceedings of the First EAGLE International Conference. Rome 2014, ISBN 978-88-98533-42-8, S. 231–254. (eagle-network.eu)
- Anne Mahoney: Epigraphy. In: L. Burnard u. a. (Hrsg.): Electronic Textual Editing. 2006, ISBN 0-87352-970-7. (tei-c.org, Zugriff am 6. Januar 2011)
- Silvia Orlandi, Raffaella Santucci, Vittore Casarosa, Pietro Maria Liuzzo (Hrsg.): Information Technologies for Epigraphy and Cultural Heritage. Proceedings of the first EAGLE International Conference. Rome 2014. (eagle-network.eu)
- Charlotte Roueché, Gabriel Bodard: The Epidoc Aphrodisias Pilot Project. In: Forum Archaeologiae. 23/VI/2002. (farch.net, Zugriff: 7. April 2006)
- Charlotte Roueché: Digitizing Inscribed Texts. In: Text Editing, Print and the Digital World. Ashgate, 2008, S. 159–168.
- Joshua D. Sosin: Digital Papyrology. Congress of the International Association of Papyrologists, 19 August 2010, Geneva. (stoa.org, Zugriff am 6. Januar 2011)
- Charlotte Tupman: Contextual epigraphy and XML: digital publication and its application to the study of inscribed funerary monuments. In: G. Bodard, S. Mahony (Hrsg.): Digital Research in the Study of Classical Antiquity. Ashgate, 2010, ISBN 978-0-7546-7773-4, S. 73–86.
- Daniel A. Werning: Towards guidelines for TEI encoding of text artefacts in Egyptology. In: Monica Berti (Hrsg.): Epigraphy Edit-a-thon. Editing chronological and geographic data in ancient inscriptions. Leipzig, April 20-22, 2016.